# 平成紅梅亭
『平成紅梅亭』（へいせいこうばいてい）は、1995年から2か月に1回、水曜日深夜（日付上は木曜日未明）に読売テレビで放送されている演芸バラエティ番組である。

## 概要
明治から大正まで、法善寺横丁界隈にあった演芸場（寄席）「紅梅亭」をモチーフとしたセットで、普段テレビでは見られない落語などの演芸を放送する。当初は漫才等も放送されていたが、現在は落語のみの放送となっている。出演者は上方落語の噺家が多いが、『笑点』メンバーをはじめとした江戸落語の噺家が登場することもある。
開始当初からハイビジョンで撮影されているが、放送画面は2000年代までレターボックスになっていた。

## 歴史
1995年8月に放映開始。当初の予定では、笑福亭松葉と桂吉朝をレギュラーに据え、先輩2人がゲスト出演するという8回シリーズが設定されていた。実際には1995年12月放送分が松葉最後の出演となった（1996年9月22日死去）。
- 1995年08月：笑福亭仁鶴、桂米朝
- 1995年10月：桂ざこば、3代目桂春團治
- 1995年12月：桂文珍、5代目桂文枝
- 1996年02月：月亭八方、露の五郎
- 1996年04月：6代目笑福亭松喬、桂枝雀
- 1996年06月：林家染丸、笑福亭仁鶴
- 1996年08月：桂南光、笑福亭松之助
- 1996年10月：笑福亭福笑、桂三枝「創作落語特集」

2015年3月19日の桂米朝死去に伴い、追悼番組として過去に出演した米朝の回を寄席チャンネルにて3月21日から4月4日にかけて放送した。同年9月16日には20周年を迎え過去の故人のアーカイブを放送、ナビゲーターは落語に造詣の深い松尾貴史。
2017年11月21日の第100回では、「上方落語四天王」の門下（孫弟子の7代目松喬以外は直弟子）を代表して、6代桂文枝・桂米團治・桂福團治・7代目笑福亭松喬が出演した。
令和への改元後も、番組タイトルは変更されない。新型コロナウイルス感染症流行の影響のため2020年4月1日放送を最後にいったん中断し、12月9日に再開した。

## DVD
- 平成紅梅亭 特選落語会 特選!噺家の会（ポニーキャニオン、2004年11月17日）
- 平成紅梅亭 特選落語会 饗宴!夢の前夜祭（ポニーキャニオン、2004年11月17日）
- 平成紅梅亭 特選落語会 上方落語の神髄 大御所の会（ポニーキャニオン、2004年11月17日）
- 平成紅梅亭 特選落語会（ポニーキャニオン、2004年11月17日）
- 桂米朝 らくごの世界（EMIミュージック・ジャパン、2010年11月24日）
- 平成紅梅亭20周年記念 ～今蘇る！名人芸ベストセレクション～（ポリドール映像、2016年6月29日）